# Galechirus
Galechirus é um gênero extinto de terapsídeos anomodontes que viveram durante o final do Permiano. Chegou a um comprimento de cerca de 30 centímetros.
Ele parecia um lagarto, apesar de pertencer aos terapsideos os "répteis" semelhantes aos mamíferos. Alguns paleontólogos o consideram um dicinodonte, enquanto outros acreditam que é uma forma juvenil de algum outro tipo de anomodonte. A julgar pelos seus dentes, provavelmente era um insetívoro.